# جیدوی
جیدوی (مجاری: Zsidve, آلمانی: Seiden) یک کمون در شهرستان آلبا، ترانسیلوانیا، رومانی است که در کنار رودخانه تارنوا قرار دارد. جیدوی در بخش شمال غربی رومانی، در فلات ترانسیلوانیا واقع شده است. جیدوی برای اولین بار در اسناد تاریخی در سال ۱۳۰۹ ذکر شده است، اما ردپای حضور انسانی در این منطقه به زمان‌های بسیار قبل‌تر بازمی‌گردد. قدیمی‌ترین ساختمان در روستا کلیسایی است که در ابتدا به سبک گوتیک ساخته شده بود، اما در سال ۱۷۰۷ به سبک باروک تغییر داده شد. در قرن ۱۵، یک دیوار استحکامی پیرامون کلیسا ساخته شد که از آن تنها برج دروازه باقی مانده است.
جیدوی در منطقه تارنوا، یکی از مراکز مهم شراب‌سازی قرار دارد، جایی که باغ‌های انگور از دوران عصر آهن وجود داشته‌اند.
تولید شراب در طول تاریخ جیدوی یک صنعت محلی مهم بوده است. در دوران میانه، درب‌های زیرزمین‌های جیدوی به منظور اهداف تجاری به سمت جاده ساخته شده بودند. جیدوی در حال حاضر یکی از مهم‌ترین مناطق تولید شراب در رومانی است.
این کمون از پنج روستا تشکیل شده است: بآلکاسی‌و کپلینا د جوس فیسا، جیدوی و وسئوش.

## جمعیت
در سرشماری سال ۲۰۱۱، جیدوی ۴۶۱۷ نفر جمعیت داشت که از این تعداد ۷۱٫۳٪ رومانیایی، ۲۴٫۸٪ رومی و ۲٫۶٪ مجارستانی بودند. در سرشماری سال ۲۰۲۱، جمعیت این کمون به ۵۰۲۰ نفر افزایش یافت. از این تعداد، ۶۲٫۶۵٪ رومانیایی، ۲۹٫۸۶٪ رم، ۱٫۹۱٪ مجارستانی و ۱٫۲۴٪ آلمانی بودند.

## بومی‌ها
- رضوان تریف (متولد ۱۹۹۷)، فوتبالیست
- وتا بیریش (متولد ۱۹۴۹)، خواننده موسیقی محلی

## نگارخانه
- تاون هال و برج کلیسا
- نمایی از بالکاسیو
- نمایی از کاپالنا د ژوس